# ۱۷۹۵ (میلادی)
۱۷۹۵ (میلادی) هزار و هفتصد و نود و پنجمین سال تقویم میلادی است.

## زادگان
- ۳ فوریه – انتونیو خوزه دو سوکره، سیاست‌مدار بولیویایی (د. ۱۸۳۰)
- ۲۳ مه – چارلز بری، معمار بریتانیایی (د. ۱۸۶۰)
- ۳۱ اکتبر – جان کیتس، شاعر بریتانیایی (د. ۱۸۲۱)
- ۲ نوامبر – جیمز ناکس پولک، سیاست‌مدار آمریکایی (د. ۱۸۴۹)
- ۶ ژانویه – آنزلمه پیه، شیمی‌دان فرانسوی (د. ۱۸۷۸)
- ۱۵ اکتبر – فریدریش ویلهلم چهارم، سیاست‌مدار آلمانی (د. ۱۸۶۱)

## درگذشتگان
- ۲۶ ژانویه – یوهان کریستف فریدریش باخ، آهنگساز آلمانی (ز. ۱۷۳۲)